# 8 mujeres
8 mujeres (8 femmes en francés) es una película francesa dirigida por François Ozon, mezcla de intriga y comedia musical, lanzada en 2002. Se basa en la obra de teatro Ocho mujeres, de Robert Thomas.
El filme cuenta con un llamativo reparto, que reunió a varias de las divas del cine francés, y recupera en cierta manera la estética colorista de los musicales de Hollywood de los años 1950. En general recibió buenas críticas y alcanzó notable éxito comercial: habiendo costado unos 8 000 000 de euros, recaudó más de 40 000 000 en la taquilla mundial.

## Actrices
- Gaby: Catherine Deneuve
- Augustine: Isabelle Huppert
- Louise: Emmanuelle Béart
- Pierrette: Fanny Ardant
- Suzon: Virginie Ledoyen
- Mamy: Danielle Darrieux
- Catherine: Ludivine Sagnier
- Madame Chanel: Firmine Richard

## Argumento
Transcurren los años 1950. Mientras se hacen los preparativos para la Navidad, en una casa de campo francesa asesinan al dueño de la mansión. De entre ocho mujeres relacionadas entre sí —su esposa Gaby, sus hijas Suzon y Catherine, su histérica cuñada Augustine, su hermana Pierrette, su avara suegra Mamy, la criada Louise y el ama de llaves Madame Chanel— allí presentes, una de ellas es la culpable.
Desde ese momento se inicia una larga y dura jornada de investigación, salpicada de discusiones, peleas y revelaciones, en la que se demuestra que todas guardan ocultos secretos que las convierten en sospechosas. Finalmente la verdad emergerá para acabar con todas las mentiras.

## Canciones
- Papa t'es plus dans l'coup, interpretada por Ludivine Sagnier.
- Message personnel, interpretada por Isabelle Huppert.
- A quoi sert de vivre libre, interpretada por Fanny Ardant.
- Mon amour, mon ami, interpretada por Virginie Ledoyen.
- Toi jamais, interpretada por Catherine Deneuve.
- Pour ne pas vivre seul, interpretada por Firmine Richard.
- Pile ou face, interpretada por Emmanuelle Béart.
- Il n'y a pas d'amour heureux, interpretada por Danielle Darrieux.

## Premios

### Premios César
En cuanto a los Premios César, la película recibió:
- Nominación como mejor película.
- Nominación como mejor director para François Ozon.
- Nominación como mejor actriz para Fanny Ardant.
- Nominación como mejor actriz para Isabelle Huppert.
- Nominación como mejor actriz secundaria para Danielle Darrieux.
- Nominación como mejor actriz revelación para Ludivine Sagnier.
- Nominación como mejor guion original para François Ozon y Marina de Van.
- Nominación a la mejor fotografía para Jeanne Lapoirie.
- Nominación al mejor vestuario para Pascaline Chavanne.
- Nominación a los mejores decorados para Arnaud de Moleron.
- Nominación a la mejor música para Krishna Levy.
- Nominación al mejor sonido para Pierre Gamet y Jean-Pierre Laforce.

### Festival de Berlín
En el Festival de Berlín, la película obtuvo lo siguiente:
- Ganadora del Oso de Plata al conjunto de actrices por su contribución artística.
- Nominación como mejor director para François Ozon.

### European Film Award
La Academia Europea de Cine tomó, respecto a esta película, las siguientes resoluciones (véase European Film Award):
- Ganadora del Premio a la mejor actriz para todo el reparto femenino.
- Nominación como mejor actriz para Fanny Ardant.
- Nominación como mejor actriz para Isabelle Huppert.
- Nominación como mejor director para François Ozon.
- Nominación como mejor película para François Ozon.
- Nominación al mejor guion para François Ozon.

### Premios Lumiere
La crítica especializada en cine francés otorgó (véase Premios Lumiere):
- Premio al mejor director para François Ozon.

### Círculo de críticos de Rusia
- Premio a la mejor actriz para Isabelle Huppert.